# 西莫妮达
西莫妮达·尼曼雅（约1294年—1336年后），原名西莫妮斯·巴列奥略（希臘語：Σιμωνίς Παλαιολογίνα），塞尔维亚王后、拜占庭帝国公主。

## 生平
西莫妮达是拜占庭皇帝安德洛尼卡二世之女。1298年，由于拜占庭战败，迫使安德洛尼卡二世决定与塞尔维亚和亲修好，将西莫妮达许配给塞尔维亚国王斯特凡·米卢廷。当时西莫妮达年仅五岁，而米卢廷已年近五十。 1299年，他们的婚礼在塞萨洛尼基举行。
据一些拜占庭史料记载，米卢廷并未等西莫妮达性成熟就与其发生关系，使其子宫受损，终身不育。
1317年，西莫妮达之母伊琳娜去世后，她返回君士坦丁堡参加了母亲的葬礼，并决定不再回到塞尔维亚。但最终在米卢廷威胁开战的逼迫下，她无奈只得与其返回塞尔维亚。1321年米卢廷去世后，西莫妮达最终得以回到君士坦丁堡，并成为了一名修女。

## 影响
西莫妮达以其美貌而著称，在塞尔维亚文化中是纯洁与美丽的象征。塞尔维亚格拉查尼察修道院的西莫妮达壁画被认为是塞尔维亚艺术中最具价值的壁画作品之一。